# مکلوود (اکلاهما)
مکلوود(به انگلیسی: McLoud) شهری در ایالت اکلاهما کشور ایالات متحده آمریکا است که جمعیت آن در سرشماری سال ۲۰۱۰ میلادی، ۴٬۰۴۴ نفر بوده‌است.